# スペードの3
スペードの3（すぺーどのさん）とは太田プロダクション名古屋事務所に所属していた、栗林弘典となかしによる男女お笑いコンビである。

## メンバー
栗林弘典（くりばやし ひろのり、1995年12月31日 - ）
- 男性。ツッコミ担当、立ち位置は向かって左。
- 愛知県小牧市出身。科学技術学園高等学校名古屋分室卒業[1]。
- 167cm、67kg、A型[1]。

なかし（1993年7月7日 - ）
- 女性。ボケ担当、立ち位置は向かって右。
- 本名、中島詩織（なかしま しおり）。
- 長野県木曽郡出身。椙山女学園大学生活科学部卒業[1]。
- 152cm、47kg、A型[1]。

## 概要
太田プロエンタテイメント学院名古屋校3期生。在学生時代からイベント出演などを経験する。東海地方を拠点に活動していたが、東京の太田プロJr.ライブにも出演した。ネタは主にコント。2022年3月に解散し、栗林は引退、なかしは芸能活動を継続する。

## 出演
- 昼まで待てない!（メ～テレ）レギュラーレポーター　2016年4月～2018年9月

なかしの単独出演はなかし#出演参照。